# 18794 Kianafrank
18794 Kianafrank è un asteroide della fascia principale. Scoperto nel 1999, presenta un'orbita caratterizzata da un semiasse maggiore pari a 2,3833787 UA e da un'eccentricità di 0,0411483, inclinata di 2,07856° rispetto all'eclittica.